# Кираський сільський округ
Кира́ський сільський округ (каз. Қыраш ауылдық округі, рос. Кырашский сельский округ) — адміністративна одиниця у складі Жанакорганського району Кизилординської області Казахстану. Адміністративний центр та єдиний населений пункт — село Кизилмакташи.
Населення — 829 осіб (2021; 881 у 2009, 719 у 1999, 757 у 1989).
Станом на 1989 рік існувала Акуюцька сільська рада (села Берлік, Кзилмакташи, Косієнке, селище Аккум). Пізніше село Кизилмакташи утворило окремий Кираський сільський округ, село Косуйєнкі — окремий Косуйєнкинський сільський округ, село Аккум увійшло до складу Кейденського сільського округу.